# Salmaise
Salmaise é uma comuna francesa na região administrativa da Borgonha-Franco-Condado, no departamento de Côte-d'Or. Estende-se por uma área de 13,08 km². Em 2010 a comuna tinha 137 habitantes (densidade: 10,5 hab./km²).
Pertence à rede das As mais belas aldeias de França.